# رود چوکلیا
رود چوکلیا (روسی: Чукля) یک رودخانه در سرزمین پرم کشور روسیه است.